# Vicente Luque
Vicente Catta Preta Luque (Westwood, 27 de novembro de 1991) é um lutador profissional de artes marciais mistas que atualmente compete pelo UFC na categoria dos meio-médios. Atualmente é classificado como o #4 melhor meio-médio do mundo pelo ranking do UFC.

## Biografia
Vicente Luque nasceu em Westwood, Nova Jersey. Filho de pai Chileno e mãe Brasileira, Luque começou nas artes marciais na adolescência. Depois, começou a treinar Muay Thai, Kickboxing e jiu jitsu antes de fazer a transição para o MMA em 2008.

## Carreira no MMA

### UFC
Luque fez sua estreia oficial para a promoção em 12 de julho de 2015 no The Ultimate Fighter 21 Finale, onde enfrentou o colega de elenco Michael Graves. Ele perdeu a luta por decisão unânime.
Luque em seguida enfrentou Hayder Hassan em uma revanche em 19 de dezembro de 2015 no UFC on Fox 17. Ele venceu a luta por finalização no primeiro round e recebeu um bônus de Performance of the Night.
Luque enfrentou Álvaro Herrera em 7 de julho de 2016 no UFC Fight Night 90. Ele venceu a luta por finalização na segunda rodada.
Luque enfrentou Héctor Urbina em 24 de setembro de 2016 no UFC Fight Night 95. Luque venceu por nocaute no primeiro round, ganhando assim seu segundo bônus de Performance of the Night.
Luque voltou a enfrentar Belal Muhammad em 12 de novembro de 2016 no UFC 205. Ele venceu a luta por nocaute na primeira rodada.
Luque enfrentou Leon Edwards em 18 de março de 2017 no UFC Fight Night 107. Ele perdeu a luta por decisão unânime.
Luque enfrentou Niko Price, substituindo um lesionado Luan Chagas com 11 dias de antecedência, em 28 de outubro de 2017 no UFC Fight Night: Machida vs. Brunson. Ele venceu a luta por finalização via D'Arce, no meio da segunda rodada.
Luque enfrentou Chad Laprise em 19 de maio de 2018 no UFC Fight Night 129. Ele venceu a luta por nocaute no primeiro round.
Luque enfrentou o recém-chegado promocional Jalin Turner em 6 de outubro de 2018 no UFC 229. Ele venceu a luta por nocaute no primeiro round.
Luque enfrentou Bryan Barberena em 17 de fevereiro de 2019 no UFC na ESPN 1.  Depois de dois rounds competitivos que fizeram os dois se balançarem, Luque venceu a luta por TKO no final da terceira rodada depois de derrubar Barberena com um joelho e terminar com socos. Com esta vitória, ele se tornou o primeiro homem a dar a Barberena sua primeira derrota por TKO.  Esta luta lhe valeu o prêmio de Luta da Noite.
Luque era esperado para enfrentar Neil Magny em 18 de maio de 2019 no UFC Fight Night 152. No entanto, foi relatado em 13 de maio de 2019 que Magny desistiu da luta devido ao teste positivo para Di-Hydroxy-LGD-4033, e ele foi substituído pelo recém-chegado Derrick Krantz. Ele venceu a luta por nocaute técnico na primeira rodada.
Luque enfrentou Mike Perry em 10 de agosto de 2019 no UFC na ESPN + 14. Ele venceu a luta por decisão dividida. Esta luta rendeu-lhe o prêmio de Luta da Noite. Ainda em 2019, Luque enfrentou o americano Stephen Thompson e foi derrotado por decisão unânime.
Mas 2020 foi um ótimo ano para Vicente. O brasileiro venceu o americano Niko Price no dia 9 de maio, no UFC 249: Ferguson vs. Gaethje, por nocaute técnico (interrupção médica) no 3º round. Apenas três meses depois e Luque já estava lutando novamente, desta vez com o jamaicano Randy Brown, no UFC Fight Night: Brunson vs. Shahbazyan, em 1 de agosto de 2020, e venceu por nocaute (joelhada e socos), levando o prêmio de Performance da Noite pela terceira vez.

## Títulos e feitos

### MMA
- Ultimate Fighting Championship
  - Luta da noite (Três vezes) vs. Bryan Barberena, Mike Perry e Stephen Thompson
  - Performance da Noite (Três vezes) vs. Hayden Hassan, Héctor Urbina e Randy Brown

## Cartel no MMA
| Cartel no MMA   |             |            |
| 31 lutas        | 22 vitórias | 8 derrotas |
| Por nocaute     | 11          | 0          |
| Por finalização | 8           | 2          |
| Por decisão     | 3           | 6          |
| Empates         | 1           | 1          |
| No contest      | 0           | 0          |

| Res.    | Cartel | Oponente                 | Método                                     | Evento                                                   | Data       | Round | Tempo | Local                    | Notas                  |
| ------- | ------ | ------------------------ | ------------------------------------------ | -------------------------------------------------------- | ---------- | ----- | ----- | ------------------------ | ---------------------- |
| Derrota | 21-8-1 | Belal Muhammad           | Decisão (unânime)                          | UFC on ESPN: Luque vs. Muhammad 2                        | 16/04/2022 | 5     | 5:00  | Las Vegas, Nevada        |                        |
| Vitória | 21-7-1 | Michael Chiesa           | Finalização (estrangulamento d'arce)       | UFC 265: Lewis vs. Gane                                  | 07/08/2021 | 1     | 3:25  | Houston, Texas           | Performance da Noite.  |
| Vitória | 20-7-1 | Tyron Woodley            | Finalização (estrangulamento d’arce)       | UFC 260: Miocic vs. Ngannou 2                            | 27/03/2021 | 1     | 3:56  | Las Vegas, Nevada        | Luta da Noite.         |
| Vitória | 19-7-1 | Randy Brown              | Nocaute (joelhada e socos)                 | UFC Fight Night: Brunson vs. Shahbazyan                  | 01/08/2020 | 2     | 4:56  | Las Vegas, Nevada        | Performance da Noite.  |
| Vitória | 18-7-1 | Niko Price               | Nocaute Técnico (interrupção médica)       | UFC 249: Ferguson vs. Gaethje                            | 09/05/2020 | 3     | 3:37  | Jacksonville, Flórida    |                        |
| Derrota | 17-7-1 | Stephen Thompson         | Decisão (unânime)                          | UFC 244: Masvidal vs. Diaz                               | 02/11/2019 | 3     | 5:00  | Nova Iorque, Nova Iorque | Luta da Noite.         |
| Vitória | 17-6-1 | Mike Perry               | Decisão (dividida)                         | UFC Fight Night: Shevchenko vs. Carmouche 2              | 10/08/2019 | 3     | 5:00  | Montevidéu               | Luta da Noite.         |
| Vitória | 16-6-1 | Derrick Krantz           | Nocaute Técnico (socos)                    | UFC Fight Night: dos Anjos vs. Lee                       | 18/05/2019 | 1     | 3:52  | Rochester, Nova Iorque   |                        |
| Vitória | 15-6-1 | Bryan Barberena          | Nocaute Técnico (joelhada e socos)         | UFC on ESPN: Ngannou vs. Velasquez                       | 17/02/2019 | 3     | 4:54  | Phoenix, Arizona         | Luta da Noite.         |
| Vitória | 14-6-1 | Jalin Turner             | Nocaute (socos)                            | UFC 229: Khabib vs. McGregor                             | 06/10/2018 | 1     | 3:52  | Las Vegas, Nevada        |                        |
| Vitória | 13-6-1 | Chad Laprise             | Nocaute (socos)                            | UFC Fight Night: Maia vs. Usman                          | 19/05/2018 | 1     | 4:16  | Santiago                 |                        |
| Vitória | 12-6-1 | Niko Price               | Finalização (estrangulamento d’arce)       | UFC Fight Night: Brunson vs. Machida                     | 28/10/2017 | 2     | 4:08  | São Paulo                |                        |
| Derrota | 11-6-1 | Leon Edwards             | Decisão (unânime)                          | UFC Fight Night: Manuwa vs. Anderson                     | 18/03/2017 | 3     | 5:00  | Londres                  |                        |
| Vitória | 11-5-1 | Belal Muhammad           | Nocaute (socos)                            | UFC 205: Alvarez vs. McGregor                            | 12/11/2016 | 1     | 1:19  | Nova Iorque              |                        |
| Vitória | 10-5-1 | Héctor Urbina            | Nocaute (soco)                             | UFC Fight Night: Cyborg vs. Lansberg                     | 14/09/2016 | 1     | 1:00  | Brasília                 | Performance da Noite.  |
| Vitória | 9-5-1  | Álvaro Herrera           | Finalização (estrangulamento d’arce)       | UFC Fight Night: dos Anjos vs. Alvarez                   | 07/07/2016 | 2     | 3:52  | Las Vegas, Nevada        |                        |
| Vitória | 8-5-1  | Hayder Hassan            | Finalização (estrangulamento anaconda)     | UFC on Fox: dos Anjos vs. Cerrone II                     | 19/12/2015 | 1     | 2:13  | Orlando, Florida         | Performance da Noite.  |
| Derrota | 7-5-1  | Michael Graves           | Decisão (unânime)                          | The Ultimate Fighter: American Top Team vs. Blackzilians | 12/07/2015 | 3     | 5:00  | Las Vegas, Nevada        | Estreia no UFC.        |
| Vitória | 7-4-1  | Paulistenio Rocha        | Decisão (unânime)                          | Acai do Japa Fight                                       | 21/06/2014 | 3     | 5:00  | Brasília                 |                        |
| Derrota | 6-4-1  | Carlos Alexandre Pereira | Finalização (triângulo de mão)             | Smash Fight 2                                            | 13/07/2013 | 3     | 0:44  | Curitiba                 | Peso Casado (176 lbs). |
| Vitória | 6-3-1  | Marcelo Lisboa           | Nocaute (socos)                            | Capital Fight 5                                          | 10/05/2013 | 1     | 1:31  | Brasília                 |                        |
| Vitória | 5-3-1  | Yuri Moura               | Finalização (estrangulamento d’arce)       | Imperium MMA Pro 2                                       | 09/03/2013 | 2     | 1:07  | Salvador                 |                        |
| Derrota | 4-3-1  | Junior Orgulho           | Decisão (dividida)                         | CPMMAF                                                   | 04/08/2012 | 3     | 5:00  | Salvador                 |                        |
| Vitória | 4-2-1  | Thiago Santos            | Nocaute Técnico (socos)                    | Spartan MMA 2012                                         | 28/04/2012 | 1     | 4:50  | São Luís                 | Estreia nos Médios.    |
| Vitória | 3-2-1  | Darlan Almeida           | Finalização (estrangulamento d’arce)       | Demo Fight 6                                             | 19/11/2011 | 1     | 3:25  | Salvador                 |                        |
| Derrota | 2-2-1  | Marcos Antonio Santana   | Decisão (dividida)                         | Jungle Fight 27                                          | 21/04/2011 | 3     | 5:00  | Brasília                 |                        |
| Empate  | 2-1-1  | Rodrigo Medeiros         | Empate                                     | Shooto Brazil 18                                         | 17/09/2010 | 3     | 5:00  | Brasília                 |                        |
| Derrota | 2-1    | Felipe Portela           | Finalização (triângulo com chave de braço) | Capital Fight 2                                          | 05/06/2010 | 3     | 3:00  | Brasília                 |                        |
| Vitória | 2-0    | Pedro Borges Dos Santos  | Finalização (guilhotina)                   | The Gladiators 2                                         | 24/10/2009 | 1     | 3:58  | Guará                    |                        |
| Vitória | 1-0    | Andre Playboy            | Nocaute (socos)                            | Fight Club 300                                           | 27/06/2009 | 1     | 2:52  | Brasília                 |                        |